# W. Daniel Hillis

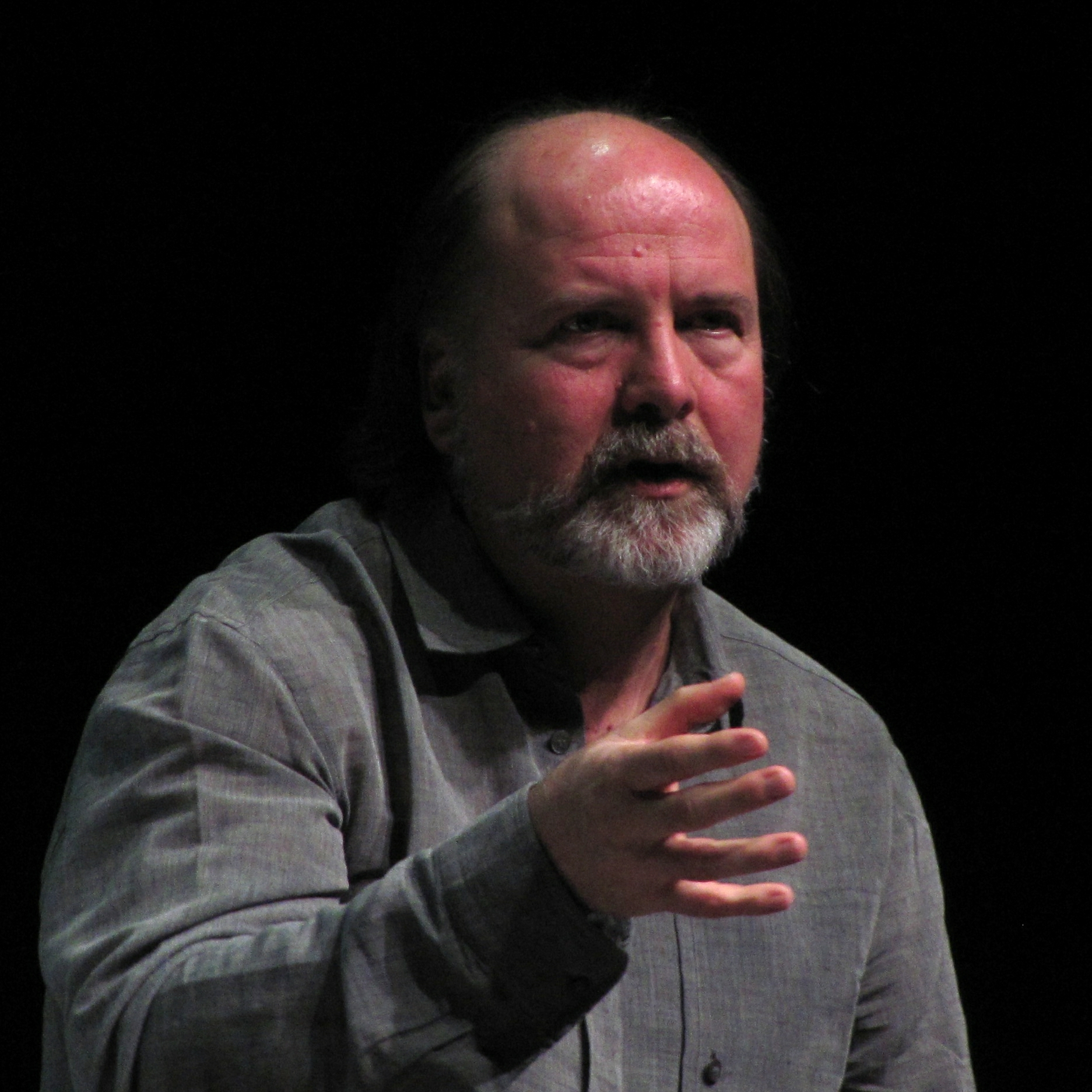
Danny Hillis (2014)

William Daniel „Danny“ Hillis (* 25. September 1956 in Baltimore, Maryland) ist ein US-amerikanischer  Computeringenieur und Erfinder, bekannt für seine Entwicklung von Parallelrechnern in den 1980er Jahren.

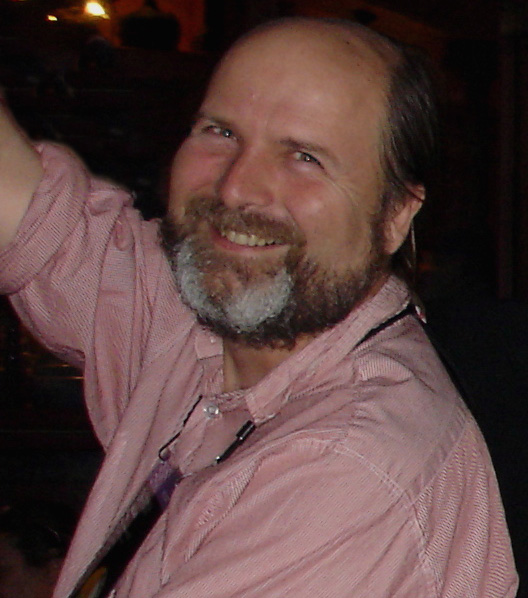
Danny Hillis

## Leben und Werk
Hillis ist der Sohn eines Epidemiologen der United States Air Force, der bei seinem Studium der Hepatitis mit seiner Familie auch in mehreren Ländern Afrikas (Rwanda, Burundi, Zaire, Kenia) lebte. Während dieser Zeit wurde Hillis von seiner Mutter, einer Bio-Statistikerin, unterrichtet. Hillis studierte am Massachusetts Institute of Technology (MIT), wo er 1978 seinen Bachelor in Mathematik und 1981 seinen Master in Elektrotechnik und Informatik machte, mit einer Spezialisierung in Robotik. Am MIT arbeitete er am Labor der Programmiersprache Logo, wo Software und Hardware für Computer in Grundschulen und Kindergärten entwickelt wurde. Diese Arbeit setzte er fort beim Spielwarenhersteller Milton Bradley Company und in der von ihm gegründeten Firma Terrapin Software. In dieser Zeit baute er auch einen funktionstüchtigen Computer aus dem Baukasten-Spielzeug Tinkertoys, der später auch im Computermuseum in Boston ausgestellt wurde.
Gleichzeitig arbeitete er an seiner Doktorarbeit am MIT über Parallelrechner. 1983 gründete Hillis die Thinking Machines Corporation, die einen Parallelcomputer, die „Connection Machine“, aus vielen vernetzten Prozessor-Knoten entwickelte. In der Firma arbeitete zu dieser Zeit als Berater auch der Nobelpreisträger Richard Feynman, der mit Hillis befreundet war und sich in den 1980er Jahren der Grundlagenforschung über Computer zuwandte (u. a. Quantencomputer). 1988 wurde er am MIT bei Gerald Jay Sussman (sowie Marvin Minsky, Claude Shannon) promoviert. In seiner Firma verfolgte er dabei auch Forschungsarbeiten z. B. zur Anwendung von Parallelrechnern in der Künstlichen Intelligenz. Dabei vertritt er eine ähnliche Philosophie wie sein Lehrer Marvin Minsky („Society of Minds“), dass das „Geheimnis“ menschlicher Intelligenz in massivem Parallelismus liegt, und dass der Übergang von „künstlicher“ zu „menschlicher Intelligenz“ eine Frage der Quantität ist und keiner weiteren Ingredienzien bedarf.
Da die Entwicklung spezieller Parallelrechner jedoch bald durch die Entwicklung des PC-Marktes (mit der Möglichkeit, viele PCs zusammenzuschalten) überholt wurde, meldete die Firma 1994 Bankrott an. Hillis gründete eine neue Beraterfirma DHSH, die u. a. die Walt Disney Company beriet, und arbeitete am MIT Media Lab. Er wurde 1996 „Disney Fellow“ und Vizepräsident für Forschung und Entwicklung bei „Walt Disney Imagineering“, der Forschungs- und Entwicklungsabteilung des Konzerns. Unter anderem entwickelte er dort Ideen für die Themenparks von Disney und auch z. B. einen wandernden Dinosaurier-Roboter in natürlicher Größe.
2000 verließ Hillis Disney und gründete mit Bran Ferren (dem Leiter von Walt Disney Imagineering) die Firma „Applied Minds“, eine technische Beraterfirma. Eine ihrer Ablegerfirmen war „Metaweb Technologies“, gegründet 2005 mit dem Ziel, Techniken zur semantischen Datenspeicherung im Internet zu entwickeln. Eine andere war „Freebase“, das eine offene, verteilte Datenbankarchitektur entwickeln sollte.
1993 schlug Hillis angesichts der Erkenntnis der Kurzlebigkeit von Speicherungstechnologien im Computerzeitalter das Projekt einer langfristigen Speicherung des „Wissens der Menschheit“ vor, wozu sie eine mechanische Uhr hoher Genauigkeit und Zuverlässigkeit entwickelten („Clock of the Long Now“). Die Uhr, deren Prototyp 1999 fertiggestellt wurde, sollte mindestens 10.000 Jahre laufen, einmal im Jahr einen Zeiger bewegen und ihre Energie aus den klimatischen Unterschieden der Jahreszeiten beziehen. Sie soll in einem Berg in Nevada untergebracht werden. Dies führte 1996 zur Gründung der „Long Now Foundation“ durch Hillis, Brian Eno, Stewart Brand, Esther Dyson und Mitch Kapor.
Hillis lebt in Los Angeles. 1989 erhielt er den Grace Murray Hopper Award und 2002 den Dan-David-Preis. 1992 wurde er in die American Academy of Arts and Sciences gewählt.

## Sonstiges
Das Uhrenprojekt von Hillis spielt auch eine prominente Rolle in dem Experimentalfilm "My Avatar and Me" (2010/11) der dänischen Filmemacher Bente Milton und Mikkel Stolt, der die virtuelle Welt von Second Life thematisiert und in dem Hillis mehrfach als er selbst auftritt.

## Schriften
- Computerlogik – so einfach arbeiten Computer. Bertelsmann, München 2001 (englisches Original The Patterns on the Stone: The Simple Ideas that make computers work. 1999) (populärwissenschaftliches Buch über Computer und Informatik)
- The Connection Machine. MIT Press Series in Artificial Intelligence, 1985, ISBN 0-262-08157-1 (seine Dissertation)